# محوطه شکرورک ۳
محوطه شکرورک ۳ مربوط به دوران‌های تاریخی پس از اسلام است و در شهرستان بوئین‌زهرا، بخش آوج، روستای آروچان واقع شده و این اثر در تاریخ ۲۸ فروردین ۱۳۸۰ با شمارهٔ ثبت ۳۷۴۷ به‌عنوان یکی از آثار ملی ایران به ثبت رسیده است.